# 拉尔夫·尼尔森·艾略特
拉尔夫·尼尔森·艾略特，（Ralph Nelson Elliott，1871年7月28日—1948年1月15日），美国经济学家。1871年出生于美国堪萨斯州馬里斯維爾，从事会计工作，后曾任国际铁路公司（中美洲）驻危地马拉总审计师。因发表有艾略特波浪理论而著名。艾略特波浪理论是证券技术分析的主要理论之一。